# Daniel-Victor Manglard
Pour les articles homonymes, voir Manglard.
Daniel Victor Manglard, né le 11 février 1792 à Paris et mort le 17 février 1849 à Saint-Dié (Vosges), est un évêque catholique français, évêque de Saint-Dié de 1844 à 1849.

## Biographie

### Formation
Il effectue ses études à l'école ecclésiastique de Saint-Merry à Paris puis entre au grand séminaire d'Issy-lès-Moulineaux.

### Prêtre
Daniel-Victor Manglard est ordonné prêtre le 31 mai 1817 pour le diocèse de Paris.
Après son ordination, il est d'abord nommé administrateur de la paroisse Saint-Thomas-d'Aquin, puis aumônier du lycée Louis-le-Grand, chapelain de l'école militaire Saint-Cyr, curé de Saint-Leu puis de Saint-Eustache en 1836.

### Évêque de Saint-Dié

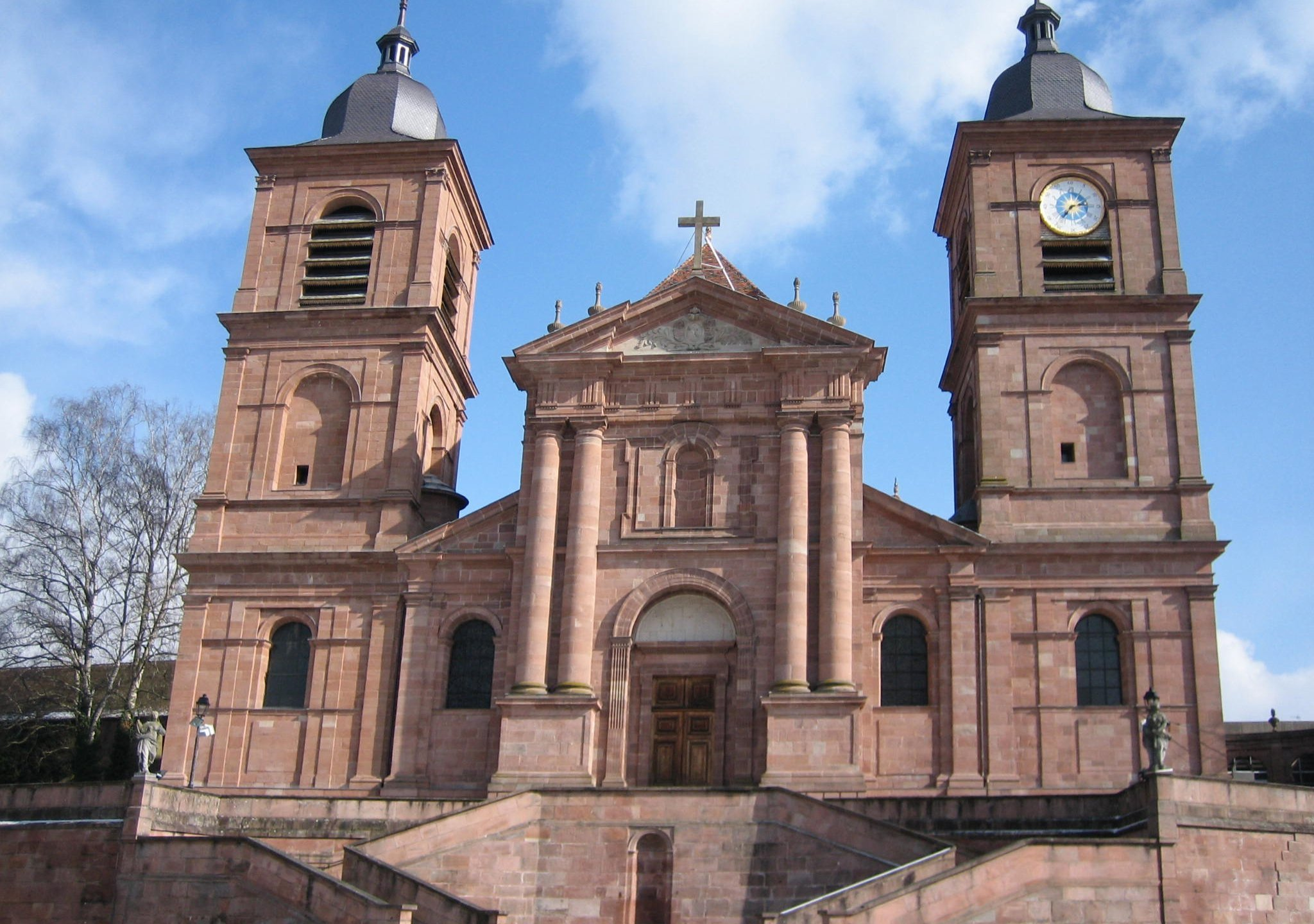
La cathédrale de Saint-Dié

Nommé évêque de Saint-Dié le 25 avril 1844, il reçoit l'investiture du Saint-Siège le 17 juin. Il est consacré le 25 juillet de la même année en la cathédrale Notre-Dame de Paris par Denys Affre, archevêque de Paris. Il prend possession de son siège épiscopal à Saint-Dié le 15 août.
Son épiscopat est marqué par sa brièveté. Il a juste le temps de voir achever le grand séminaire établi dans le domaine de Richardville au pied de la montagne Saint-Martin à Saint-Dié.
Il meurt en 1849. Il est inhumé en la cathédrale de Saint-Dié dans le caveau des évêques.

## Distinction
- Chevalier de la Légion d'honneur (2 mai 1839)[1]